# Radio Disney (Guatemala)
Radio Disney fue una emisora radial guatemalteca de frecuencia modulada ubicada en la Ciudad de Guatemala que emitió por 92.9 FM que perteneció a Radio y Televisión de Guatemala (Central de Radio S.A.) y estuvo afiliada a la cadena Radio Disney Latinoamérica. Fue una radio musical de éxitos en español e inglés con un elenco de locutores integrado por jóvenes estudiantes de locución. La programación estaba destinada a niños y adolescentes.

## Historia
En octubre de 2003 La Familia Botran aceptó la licitación en el gobierno de Alfonso Portillo de operar una estación radial de música juvenil, junto con la otra licitación para operar otras frecuencias que era la corporación Mediacorp con la que Radio Disney empezó a iniciar operaciones en la capital, el 92.5 reemplazo a la extinta E-rradical de Radio Grupo Alius (Version guatemalteca de W Radical en México), mientras que su cadena hermana Radio 10 formaba parte de esa misma corporación, pero en un periodo de dos años y medio Mediacorp estaba en quiebra, así que vendió la licitación a grupo Albavisión a través del grupo Central de Radio S.A. a partir de octubre Radio Disney Formaba parte de esa corporación hasta la actualidad.
Debido a los bajos niveles de audiencia que tenía la emisora, Grupo Albavisión termina su relación comercial en el negocio de la radio con la marca internacional The Walt Disney Company tras 16 años al aire, en su lugar es reemplazada por la versión de la ya conocida emisora Flix para la Ciudad de Guatemala, la misma que actualmente se transmite en los departamentos de Quetzaltenango, Totonicapán, Retalhuleu, Suchitepéquez, San Marcos, Escuintla y Santa Rosa, actualmente transmite la señal de FM Joya en la misma frecuencia.

## Frecuencias
- Ciudad de Guatemala y Sacatepéquez 92.9 FM

Anteriormente en 2003 su frecuencia fue el 92.5 FM para transformarse en Los 40 Principales que transmitió entre 2005 y 2016, y en enero de 2017 pasó a convertirse en la Cadena Radial Mas Música.